# Västra Strö socken
Västra Strö socken i Skåne ingick i Onsjö härad, uppgick 1967 i Eslövs stad och området ingår sedan 1971 i Eslövs kommun och motsvarar från 2016 Västra Strö distrikt.
Socknens areal är 12,04  kvadratkilometer varav 11,95 land. År 2000 fanns här 167 invånare. Kyrkbyn Västra Strö med sockenkyrkan Västra Strö kyrka ligger i socknen. 

## Administrativ historik
Socknen har medeltida ursprung. Före den 1 januari 1886 (ändring enligt beslut den 17 april 1885) var namnet Strö socken.
Vid kommunreformen 1862 övergick socknens ansvar för de kyrkliga frågorna till Strö församling och för de borgerliga frågorna bildades Strö landskommun. Landskommunen uppgick 1952 i Bosarps landskommun som uppgick 1967 i Eslövs stad som ombildades 1971 till Eslövs kommun. Församlingen uppgick 2002 i Östra Onsjö församling.
1 januari 2016 inrättades distriktet Västra Strö, med samma omfattning som församlingen hade 1999/2000.  
Socknen har tillhört län, fögderier, tingslag och domsagor enligt vad som beskrivs i artikeln Onsjö härad. De indelta soldaterna tillhörde Norra skånska infanteriregementet, Onsjö kompani.

## Geografi
Västra Strö socken ligger väster om Eslöv kring Saxån i väster. Socknen är en odlad slättbygd.

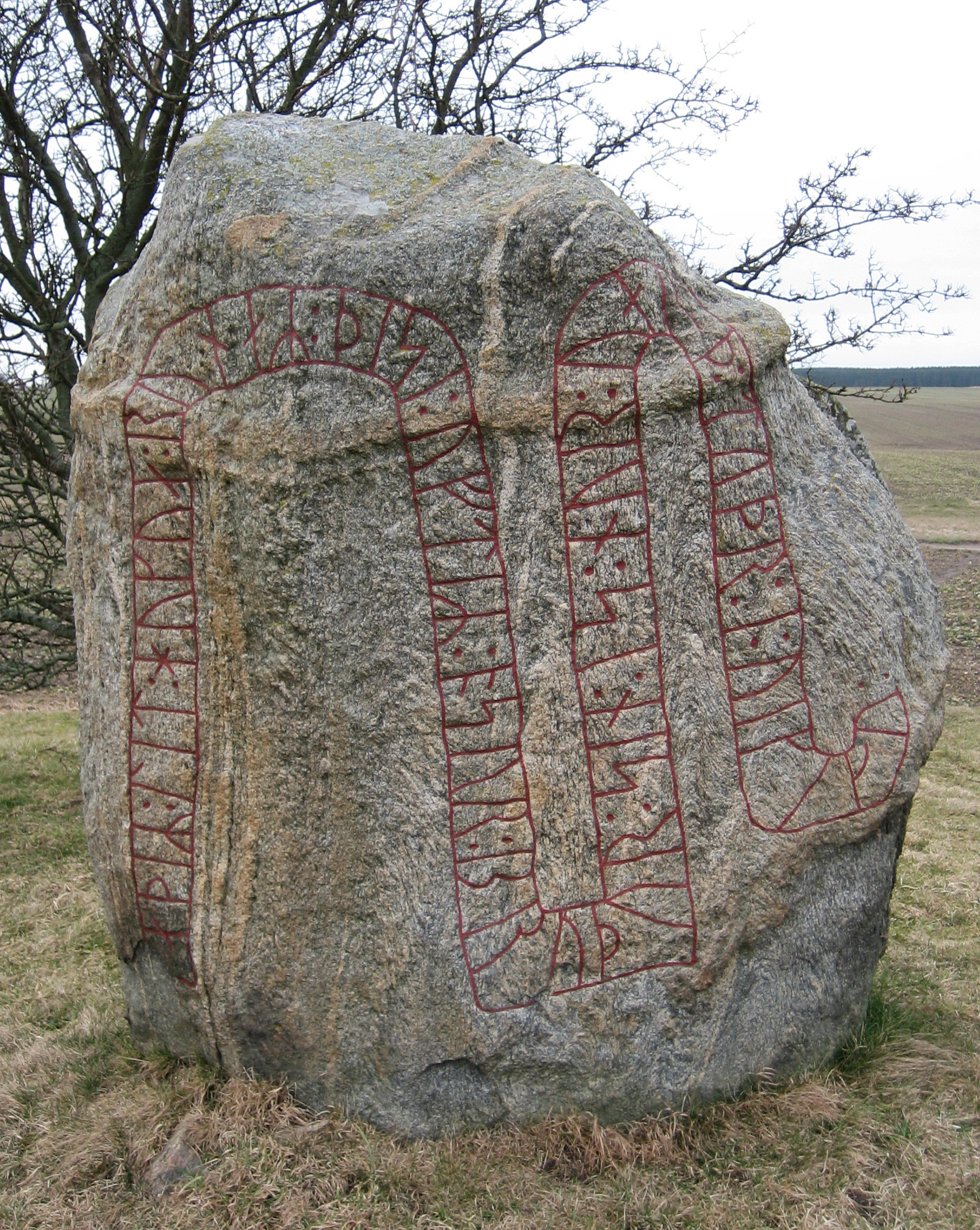
En av runstenarna i Västra Strömonumentet

## Fornlämningar
Cirka 30 boplatser från stenåldern är funna. Från bronsåldern finns ett par gravhögar. Vid Västra Strömonumentet finns fem resta stenar och två runstenar.

## Namnet
Namnet skrevs 1351 Ströö och kommer från kyrkbyn. Namnet innehåller strö, 'ström, vattendrag' syftande på Saxån..